# シュロップシャー・スター
『シュロップシャー・スター』(Shropshire Star) は、イギリスで5番目に大きな部数をもつ地方紙。テルフォードのケトレーを拠点とし、シュロップシャー州全域に加え、ヘレフォードシャー、ウスターシャー、スタッフォードシャー、チェシャー、ミッド・ウェールズの各州の一部を配布圏としている。
現在、マーティン・ライト (Martin Wright) が編集人を務める『シュロップシャー・スター』は、月曜日から金曜日まで3版体制で、土曜日には1版体制で刊行されている。2012年上半期の発行部数は 49,751部であったが、同年下半期には 46,498部に減少し、2017年時点では 24,529部となっていた。
同紙は、印刷も編集もケトレーに拠点を置いている。
『シュロップシャー・スター』はイギリスに存続している数少ない地方紙のひとつであり、グラハム家 (the Graham family) が創刊直後から一貫して所有し続けている。現在の親会社はミッドランド・ニュース・アソシエーション（通称、MNAメディア (MNA Media)）で、同社は夕刊紙『エクスプレス&スター』(Express & Star) も所有している。

## 歴史
『シュロップシャー・スター』は、かつて『エクスプレス&スター』のシュロップシャー版がもっていたおよそ 19,000部の夕刊を引き継ぐ形で、1964年10月5日から発行が始まった。
ミッドランド・ニュース・アソシエーションは、当時のダウリー・ニュータウン (Dawley New Town)、後のテルフォードの成長に商機を見出し、農業地域と工業地域が混在するシュロップシャー州に、ニュースと広告の製品を供給することに成功した。
その後、『シュロップシャー・スター』は、ヨーロッパの夕刊紙としては最初に、オフセット印刷の印刷機に巻取紙の新聞用紙を給紙する輪転印刷機を導入した。

## オンライン・メディア
『シュロップシャー・スター』は、通常のブログやユニークなビデオ素材とともに、ニュース速報やスポーツの結果を、毎日オンラインで公表している。ウェブサイトは、「shropshirestar.com」で、1997年に立ち上げられた。
ABCのレポートによると、『シュロップシャー・スター』のウェブサイトは、平均的な閲覧者の実数の月毎の伸び率が、一時は41.8％増で469,827に達し、イギリスの地方紙の中で2番目に大きかったという。
2012年8月には、姉妹サイトである「expressandstar.com」ともども、レスポンシブウェブデザインによるウェブサイトとしてリニューアルされたが、これはイギリスの地方紙のサイトとしては最初であったと考えられている。
iPadとiPhone用のアプリ「Shropshire Star App」は、2012年1月に開始され、実際の紙の新聞の見映えや感覚を模した、ページをめくるような動作の技術が盛り込まれている。
このウェブサイトでは、週刊紙である『Chronicle』と『Journal』の無料閲覧も提供している。

## 特筆すべき記者
- ジェレミー・クラークソン - 記者としての振り出しは、当紙に自動車関係の記事を書くことであった。後に次のように語っている。「最初は小さいところから始め、『シュロップシャー・スター』紙にプジョーやフィアットの記事を書き、やがてフォード・グラナダやローバーを手がけるようになり、7年後にはアストンマーティン・ラゴンダを試乗することもさせてもらった。[8]」

## 版の名称
- County North
- County South
- Shrewsbury
- Last (Telford)